# Sân bay Samsun-Çarşamba
Sân bay Samsun-Çarşamba (IATA: SZF, ICAO: LTFH) (tiếng Thổ Nhĩ Kỳ: Samsun-Çarşamba Havaalanı) là một sân bay ở Samsun, Thổ Nhĩ Kỳ. Sân bay này được khai trương năm 1998, cách Samsun 25 km.
Nhà ga hành khách có diện tích 4.725 m² và bãi đỗ xe có sức chứa 246 xe hơi.
Năm 2006, sân bay này đã thông qua 5.758 tấn hàng, 4.604 lượt chuyến và 483.089 lượt khách.

## Các hãng hàng không và các tuyến điểm
- Blue Wings (Düsseldorf)
- Onur Air (Istanbul-Ataturk)
- Pegasus Airlines
  - Pegasus Airlines do Izair cung ứng (Antalya, Izmir)
- Turkish Airlines (Dusseldorf, Istanbul-Ataturk, Vienna)